# Rudi Soedjarwo
Rudi Soedjarwo lub Rudy Soedjarwo, właśc. Rudianto Soedjarwo (ur. 9 listopada 1971 w Bogorze) – indonezyjski reżyser filmowy.
Rozgłos zyskał za sprawą filmu Ada Apa Dengan Cinta? (2002), który przyniósł mu nagrodę Citra dla najlepszego reżysera.

## Filmografia
Źródło:
- Bintang Jatuh (2000)
- Tragedi (2001)
- Ada Apa Dengan Cinta? (2002)
- Rumah Ketujuh (2003)
- Mengejar Matahari (2004)
- Tentang Dia (2005)
- 9 Naga (2005)
- Mendadak Dangdut (2006)
- Ujang Pantry 2 (2006)
- Pocong (2006)
- Pocong 2 (2006)
- Mengejar Mas-Mas (2007)
- Cintapuccino (2007)
- 40 Hari Bangkitnya Pocong (2008)
- In the Name of Love (2008)
- Liar (2008)
- Sebelah Mata (2008)
- Hantu Rumah Ampera (2009)
- Batas (2011)
- 5 Elang (2011)